# Finlands svenska socialdemokratiska ungdomsklubbars centralkommitté
Finlands svenska socialdemokratiska ungdomsklubbars centralkomité, även känt genom förkortningen C.K., var det svenskspråkiga distriktet i Finlands socialdemokratiska ungdomsförbund.

## Historia

### 1900-talet
Helsingfors svenska socialdemokratiska ungdomsklubbars centralkomité (C.K.) grundades 31 oktober 1909 i ett försök att bättre organisera de svenskspråkiga socialdemokratiska ungdomsklubbarna, som på den tiden var utspridda och sinsemellan oorganiserade. Arthur Öhman utsågs till kommitténs första ordförande. Vid kommitténs grundande anslöt sig CK till Finlands Socialdemokratiska Ungdomsförbund och kort därpå uppmanades övriga svenskspråkiga klubbar i landet ansluta sig till förbundet.

### 1910-talet
År 1911 beslöt helsingforsklubbarna att utvidga verksamheten och namnet byttes till Finlands svenska socialdemokratiska ungdomsklubbars centralkomité.

#### "Till Storms" grundas
Den 10 januari 1912 publicerade C.K det första numret av tidningen Till Storms. Tidningen utgavs ursprungligen som en första maj-tidning men förvandlades kort därpå till en regelbundet återkommande månadstidning. Till Storms utkom regelbundet ända fram till 1929, med undantag för inbördeskriget, då ungdomsklubbarnas verksamhet låg nere.

#### Inbördeskriget 1918
Vid början av år 1918 bestod C.K av 22 klubbar med sammanlagt tusen medlemmar. Ett stort antal av klubbarnas medlemmar deltog i inbördeskriget på de rödas sida, varav flera antingen stupade, arkebuserades eller avled i fångläger. År 1919 återstod endast tre aktiva klubbar; i Helsingfors, i Vasa och i Dragnäsbäck.

### 1920-talet
År 1921 anslöt sig Finlands socialdemokratiska ungdomsförbund till kommunistiska ungdomsinternationalen, varefter flera klubbar trädde ur förbundet i protest mot beslutet. Följande år grundades ett nytt socialdemokratiskt ungdomsförbund vid namnet Finlands socialdemokratiska arbetarungdomsförbund. De av CK:s klubbar som förblev trogna till socialdemokratin anslöt sig kort därpå till det nybildade ungdomsförbundet.

### 1930-40 talen
År 1939 inleddes vinterkriget och flera av klubbarnas manliga medlemmar blev inkallade i kriget varpå verksamheten tillfälligt låg nere. Under krigsåren upprätthöll C.K kontakten till sina medlemmar genom att utsända Sveriges Socialdemokratiska Ungdomsförbund, SSU:s tidning Frihet. Verksamheten återhämtade sig fort efter krigsåren.

### 1950-tal och nutid
Finlands socialdemokratiska arbetarungdomsförbund erövrades under 50-talet av Arbetarnas och småbrukarnas socialdemokratiska förbund (ASSF). 1959 grundades därmed igen ett nytt socialdemokratiskt ungdomsförbund vid namnet Socialdemokratiska ungdomens centralförbund. 1992 antog förbundet sitt nuvarande namn Socialdemokratisk ungdom (Sosialidemokraattiset nuoret/Demarinuoret). 
1988 bytte C.K namn till Svenska socialdemokratiska ungdomsdistriktet, SSUD. Inom förbundet verkar idag ett svenskspråkigt distrikt vid namnet Finlands svenska unga socialdemokrater, FSUD (grundat 1995).

## Ordförande
- Arthur Öhman (1909–1911)[1]
- Gottfrid Lindstedt (1912–1913)[8]
- E. Nyström (1914)[9]
- Arthur Usenius (1915–1917)[10][11][12]
- Leonard Nyberg (1919)[4]
- Edith Stolt (1920–1921)[13][14]
- Karl-August Fagerholm (1922–1930)[2]
- Cay Sundström (1930–1934)[2]
- Martin Fager (1934–1935)[2]
- Atos Wirtanen (1936–1938)[15]
- Gunnar Henriksson (1939–1941)[16]
- Hjalmar Råstedt (1944–1946)[17][18][19]
- Karl-Erik Nyström (1947–1948)[20]
- Elis Hägglund (1950)[21]
- Lennart Ahlström (1951–1952)[21]
- Bengt Pihlström (1964)[22]
- Karl-Erik Sandell (1965)[22]
- Olle Lindberg (1966–1967)[23][22]
- Marianne Laxén (1968)[23]
- Börje Bärlund (1969)[23]
- Helena Åkerman (1970–1971)[24]
- Kaj Bärlund (1972)[24]
- Herbert Walther (1975)[6]

## Övriga kända medlemmar
- Anna Wiik[4]
- Gudrun Mörne[15]
- Axel Åhlström[25]
- Julius Sundberg (riksdagsman)[26]
- Bruno Sundman (riksdagsman)[15]